# 工業製品の自主規制
工業製品の自主規制（こうぎょうせいひんのじしゅきせい）とは、過剰な開発競争の抑止や社会的に不適合な工業製品の出現を排除する目的で、製造メーカーや業界団体などが自主的に規制を設けること。日本国内のメーカーが国内向けに販売する製品に限って規制を設ける場合、輸出用の製品は規制の枠外であるため、しばしば逆輸入品が国内に出回ることもある。

## 自動車

### 最高速度
特定の速度に達すると、エンジンの回転速度がそれ以上に上がらないように制御するスピードリミッターを取り付けるケースが多い。1986年（昭和61年）までは、日本で販売する乗用車（輸入車を含む）には、速度警告音を装備することが義務付けられていた。
- 日本国内で生産・販売する乗用車の最高速度を180km/hとする。
- ドイツの一部自動車メーカーは自主的に乗用車の最高速度を250km/hに規制している。

### 馬力規制
日本国内で生産・販売する自動車のうち、軽自動車は出力の上限を64馬力に自主規制している。ただし最大トルクに制限はない。普通自動車（登録車）にも280馬力の馬力規制が設けられていたが、2004年に撤廃された。

## オートバイ
日本国内で生産・販売する原動機付自転車には最高速度を60km/hとする自主規制が設けられている。
1997年以降に製造された車両は保安基準の細目告示により前照灯の常時点灯が義務づけられているが、それ以前より自主規制によりライトスイッチの省略が進められ、常時点灯が促される仕組みとなっていた。
1969年以降、750ccを超える排気量のオートバイは販売すること自体が自主規制されていたが、1988年にホンダがホンダ・オブ・アメリカで製造されたゴールドウイングを国内ディーラーで正規に販売（米国製造の為扱いは輸入車）を開始、翌1989年に初の国内製造、販売車両として輸出仕様よりも大幅なパワーダウンを余儀なくさせられたものの、ヤマハよりVMX1200が販売されるようになったことで撤廃された。
750ccを超える排気量のオートバイは出力の上限を100馬力とするなど、それぞれの排気量別に出力の上限を定める自主規制があったが、例えば、250ccについては1984年からは45馬力、1995年からは40馬力であった。2007年7月5日に日本自動車工業会と国土交通省は自主規制を廃止することで合意し、これにより二輪車の出力に関する自主規制がすべての排気量で撤廃された。ドイツでは排気量にかかわらず、100馬力未満とする自主規制がある。

## ジェット推進機構を持つボート
- 水上バイクなどの加速騒音値を低減させる（20m離れた場所での測定値を2001年まで79dB、2002年-2003年まで76dB、2003年から74dBへ低減）。
- ガソリンエンジンの排出ガス（炭化水素と窒素酸化物量の合算）を、2000年-2006年にかけて75%削減する。

## 食品包装容器に用いるインキ
日本国内で製造する食品包装材料用印刷インクの原材料に有害物質を使用しない（NL規制）。（1973年以降）

## プラスチック製品一般
日本国内で製造するプラスチック製品の原材料、添加剤については、世界各国で安全に使用できるものを使用する。

## アマチュア無線機
日本国内向けのアマチュア無線機(JAIA加盟メーカーのもののみ)は、改造によるオフバンド（アマチュア無線以外の周波数帯）送信ができないようになっている。しかし、逆輸入機種や短波帯を使用できる機種は適用除外となっている。また、広帯域受信機も携帯電話やコードレスホンなどの周波数帯の受信ができないようになっている。しかし業務用受信機は対象外となっている上、日本国外向けと同一の基板などを流用するため、ジャンパー線を追加あるいは撤去するなど簡易な改造で受信できることが多い。

## 情報処理装置
情報処理装置の電磁両立性を図るためにVCCI協会が設立され、自主規制として技術基準を策定している。